# Guerra de Troia

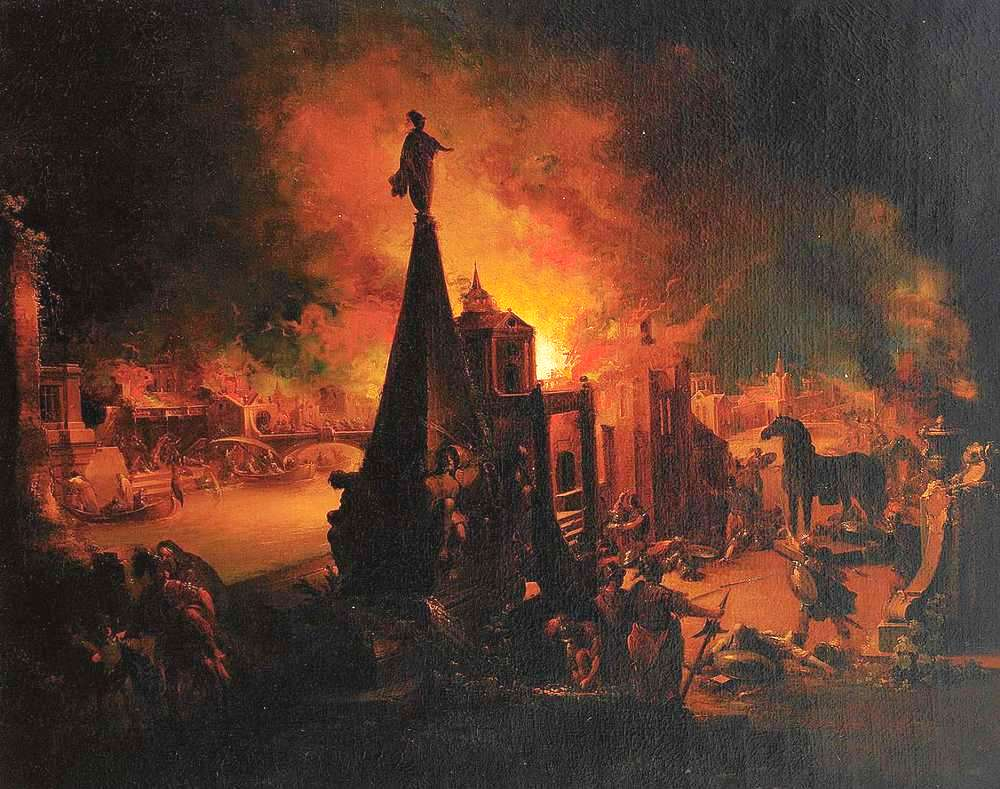
Troia em Chamas c., de ; coleção dos grão-duques de Baden, Karlsruhe

A Guerra de Troia foi, de acordo com a mitologia grega, um grande conflito bélico entre os aqueus das cidades-estado da Grécia e Troia, possivelmente ocorrendo entre 1 300 a.C. e 1 200 a.C. (fim da Idade do Bronze no Mediterrâneo).
Segundo a lenda, a guerra teria se originado a partir de uma disputa entre as deusas Hera, Atena e Afrodite, após Éris, a deusa da discórdia, dar a elas o pomo de ouro, também conhecido como "pomo da discórdia", marcado para "a mais bela". Zeus mandou as deusas para Páris, que julgou Afrodite como a mais bela. Em troca, Afrodite fez Helena, a mais bonita de todas as mulheres e esposa do rei grego Menelau, se apaixonar por Páris, que então a levou para Troia. Agamenão, rei de Micenas e irmão de Menelau, reuniu os aqueus (gregos), liderou uma expedição contra Troia e cercou a cidade por dez anos, como uma represália pelo insulto de Páris. Após a morte de muitos heróis, incluindo Aquiles e Ájax (entre os gregos) e Heitor e Páris (entre os troianos), a cidade caiu após a introdução do "Cavalo de Troia". Os aqueus massacraram os troianos (exceto as mulheres e crianças, tomados como escravos) e dessacraram seus templos, invocando assim a fúria dos deuses. Poucos dos aqueus conseguiram retornar para casa e muitos tiveram que achar novos lares, fundando novas colônias. Os romanos afirmavam traçar suas origens a Eneias, um troiano filho de Afrodite, que teria levado os sobreviventes de Troia até à península Itálica.
Os gregos antigos acreditavam que Troia se localizava próxima do Helesponto (Dardanelos) e que a guerra troiana era um evento histórico datado dentre os séculos XIII e XII a.C., mas até meados do século XIX d.C. a cidade e os acontecimentos do conflito eram considerados "não históricos". Em 1868, contudo, o arqueólogo britânico Frank Calvert convenceu o arqueólogo alemão Heinrich Schliemann de que Troia era uma cidade real que estava localizada em Hisarlik, na atual Turquia. Baseado nas escavações de Schliemann e outros estudiosos, os acadêmicos agora acreditam na veracidade histórica de uma cidade-estado grega chamada Troia, mas ainda levantam dúvidas sobre a guerra em si.
Se os eventos narrados por Homero e a lenda envolta a respeito da "Guerra de Troia" têm algum fundamento histórico, ainda é motivo de debates entre acadêmicos. Muitos estudiosos e historiadores acreditam que há uma base histórica para a guerra, com os contos Homéricos sendo, na verdade, uma coletânea de cercos e expedições militares feitas pelos gregos micênicos durante a Idade do Bronze. Historiadores indicam que a guerra, se ocorreu, teria acontecido entre os séculos XII e XI a.C., fazendo referência às datas dadas por Eratóstenes, 1194–1184 a.C., que corresponde às evidências arqueológicas encontradas nas ruínas de Troia VII.

## Causa da guerra e a lenda

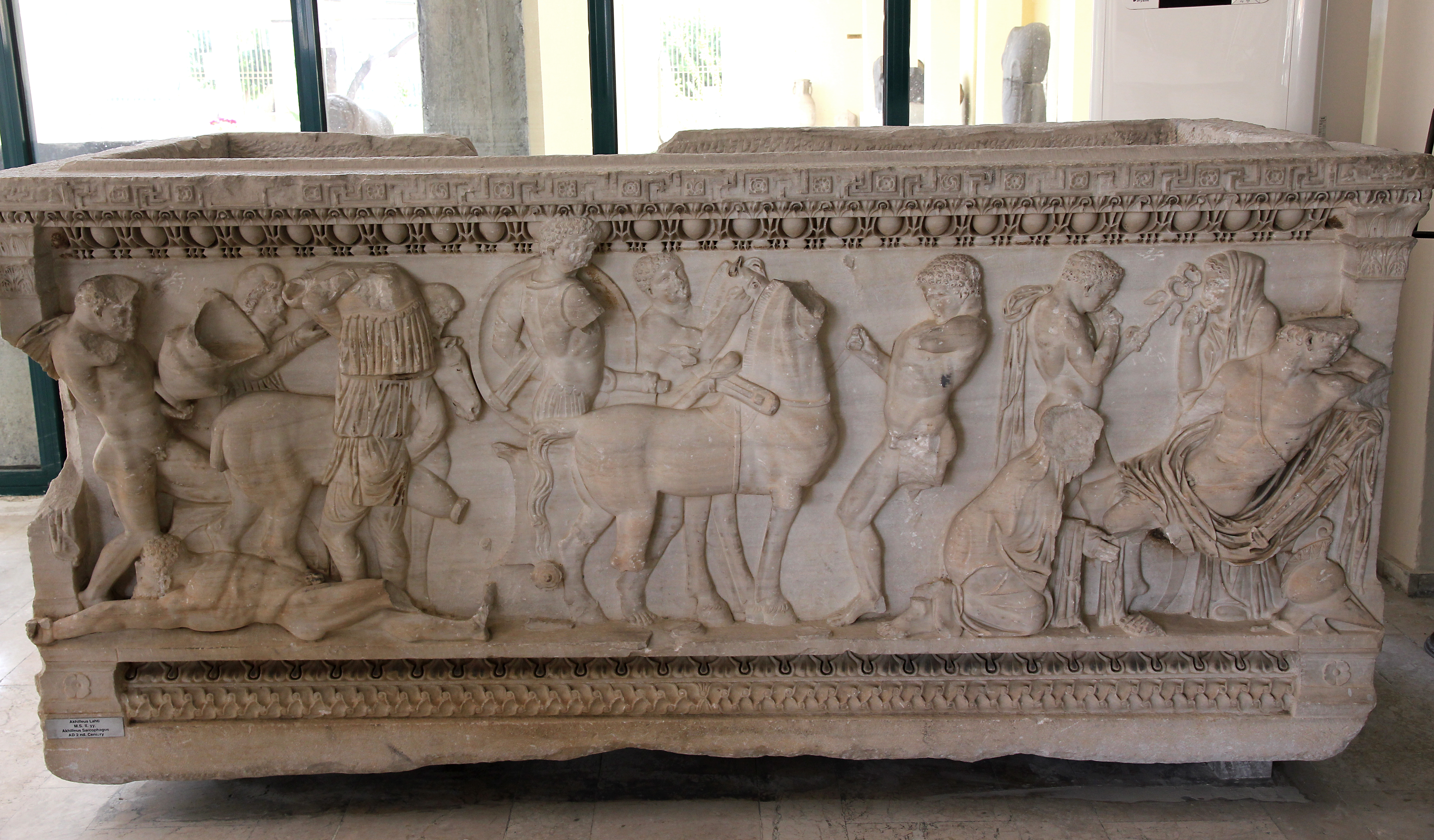
Sarcófago de Aquiles com cenas da Guerra de Troia, no, Turquia

Tradicionalmente, a Guerra de Troia surgiu de uma sequência de eventos que começou com uma disputa entre as deusas Hera, Atena e Afrodite. Éris, a deusa da discórdia, não foi convidada para o casamento de Peleu e Tétis, e então chegou trazendo um presente: uma maçã dourada, com uma escritura gravada nela que diz "para a mais bela". Cada uma das deusas reivindicou ser a "mais bela" e a dona legítima da maçã. Elas submeteram o julgamento a um pastor que encontraram cuidando de seu rebanho. Cada deusa prometeu ao jovem uma recompensa em troca de seu favor: poder, sabedoria ou amor. O jovem — na verdade, Páris, um príncipe troiano que havia sido criado no campo — escolheu o amor e deu a maçã a Afrodite. Como recompensa, Afrodite fez com que Helena, a rainha de Esparta e a mais bela de todas as mulheres, se apaixonasse por Páris. O julgamento de Páris lhe rendeu a ira tanto de Hera quanto de Atena. Helena, uma das filhas de Zeus, havia sido sequestrada por Teseu na sua juventude. Uma competição entre os pretendentes por sua mão em casamento acabou com ela sendo entregue a Menelau, o rei espartano. Todos os outros pretendentes foram obrigados a fazer um juramento (conhecido como "Juramento de Tíndaro") prometendo fornecer assistência militar ao pretendente vencedor, se Helena fosse roubada dele. Assim, quando Helena partiu (raptada ou por boa vontade) com Páris de Troia (filho do rei Príamo), Menelau convocou todos os reis e príncipes da Grécia para que honrassem seu juramento e declarassem guerra aos troinanos.
O irmão de Menelau, Agamenão, rei de Micenas, liderou uma expedição de tropas aqueias (os gregos) a Troia e sitiou a cidade por dez anos por causa do insulto de Páris. Após as mortes de muitos heróis, incluindo os aqueus Aquiles e Ajax, e os troianos Heitor e Páris, a cidade caiu na armadilha do Cavalo de Troia. Os aqueus massacraram os troianos, exceto algumas das mulheres e crianças que eles mantiveram ou venderam como escravos e profanaram os templos, ganhando assim a ira dos deuses. Poucos aqueus retornaram em segurança para suas casas e muitos fundaram colônias em praias distantes. Os romanos mais tarde traçaram sua origem até Eneias, filho de Afrodite e um dos troianos, que teria liderado os troianos sobreviventes para a Itália.

## Historicidade
A maioria dos gregos antigos dizia que a Guerra de Troia era um evento histórico, embora muitos entendessem que os poemas homéricos continham vários exageros. Por exemplo, o historiador Tucídides, conhecido por seu espírito crítico, considerava-a um evento real, mas duvidava que os gregos houvessem mobilizado a quantidade de navios (mais de mil) mencionada por Homero para atacar os troianos.
Por volta de 1870, na Europa, os estudiosos da Antiguidade eram concordes em considerar as narrativas homéricas absolutamente lendárias. Segundo eles, a guerra jamais ocorrera. Quando o arqueólogo alemão Heinrich Schliemann, um apaixonado pelas obras de Homero, descobriu as ruínas de Troia um grande entusiasmo cercou a descoberta e levou muitos autores a rever a historicidade da guerra.
Ao longo do século XX, tentou-se tirar conclusões baseadas em textos hititas e egípcios, que datam da provável época da guerra. Arquivos hititas, como as Cartas de Tauagalaua, mencionam o reino de Aiaua (Acaia, a moderna Grécia), que se localizava "além do mar" (Egeu) e controlava a cidade de Miliuanda, identificada como Mileto. Igualmente é mencionada, nesses e em outros documentos, a Confederação de Assua, uma liga composta por 22 cidades, uma das quais, Uilussa (Ílio), podendo ter sido Troia. Em um tratado datado de 1 280 a.C., o rei de Uilussa é chamado de Alexandre ou Alaquesandu, que é o outro nome pelo qual Páris é referido na Ilíada.
As descobertas de Schliemann continuam, porém, cercadas de dúvidas. No mundo antigo existia uma cidade chamada Troia que é historicamente registrada na região de Dardanelos desde o período de Homero até a época da romana. Essa cidade, que foi visitada por personagens históricos importantes como Alexandre, o Grande e Júlio César, teve o nome grego de Ilion e o nome romano de Nova Troia e segundo a tradição ficava no lugar em que estariam localizadas as ruínas da Troia/Ilion descrita por Homero. Essa cidade, completamente real e histórica, entrou em ruínas e foi abandonada no início da Idade Média de modo que sua localização exata se perdeu. O que Schliemann conseguiu ao escavar Hisarlik foi localizar a antiga cidade grega/ romana, disso não resta dúvida, mas o que nunca foi realmente provado e se as ruínas mais antigas sob as cidades gregas e romanas chamadas em tempos históricos de Troia são realmente da cidade descrita por Homero. Até hoje não há nenhuma prova conclusiva a esse respeito. 
Inicialmente, Schliemann identificou como Troia uma cidade que na realidade era mil anos mais antiga do que o período em que guerra de Troia teria acontecido. Seria a chamada Troia II. O famoso 'tesouro de Príamo" foi descoberto nesse extrato.  Mais tarde o próprio Schliemann admitiu seu erro, mas ao escavar apressadamente o sitio de Hisarlik ele destruiu boa parte da camadas superiores da cidade entre elas as que deveriam corresponder a cidade da época da guerra. Foi o assistente de Schliemann e segundo arqueólogo a se ocupar do sitio, Dorpfeld, a descrever as diferentes camadas do sitio que teria 9 cidades sobrepostas. As que corresponderiam ao período descrito por Homero seriam a VI e a VII e não a II escavada inicialmente por Schliemann. .
O historiador inglês Moses Finley esteve entre os mais céticos quanto a historicidade da guerra de Tróia.  Em um texto dedicado a guerra, ele explica que todo texto de Homero contradiz o que se conhece da sociedade micênica que e a Troia de Homero " apesar de localizada no lugar certo não tem que uma distante semelhança com a dos arqueólogos". Ele compara o épico homérico com obras como A Canção dos Nibelungos ou A Canção de Roland, obras de grande valor literário, mas que em termos históricos são incorretas. Diante disso, ele termina o seu ensaio dizendo que se deve encarar a historicidade da guerra de Troia do mesmo modo que outros épicos, como os Nibelungos ou a Eneida, isto é, como uma obra de poesia e não de história. 
Outros, como Barry Strauss, acreditam na historicidade da guerra e à associam a conflitos entre os hititas e os povos gregos que são atestados em documentos sendo Troia, nesse caso, o reino vassalo dos hititas Wilusa.  Mesmo assim, Strauss supõe como outros estudiosos, que o conflito deve ter sido diferente da guerra descrita por Homero e provavelmente foi o resultado de diversos conflitos pequenos ao longo dos anos. Céticos quanto à veracidade da guerra glorificada por Homero apoiam-se na ausência de qualquer registro hitita de uma invasão da Anatólia (onde se localizava Troia) por povos vindos do mar.
Em resumo, embora Schliemann tenha encontrado as ruínas da cidade de Troia (aliás, várias cidades, uma sobre a outra) no sítio mencionado por Homero, a questão da historicidade da guerra continua dividindo a opinião dos estudiosos.

## Mitologia

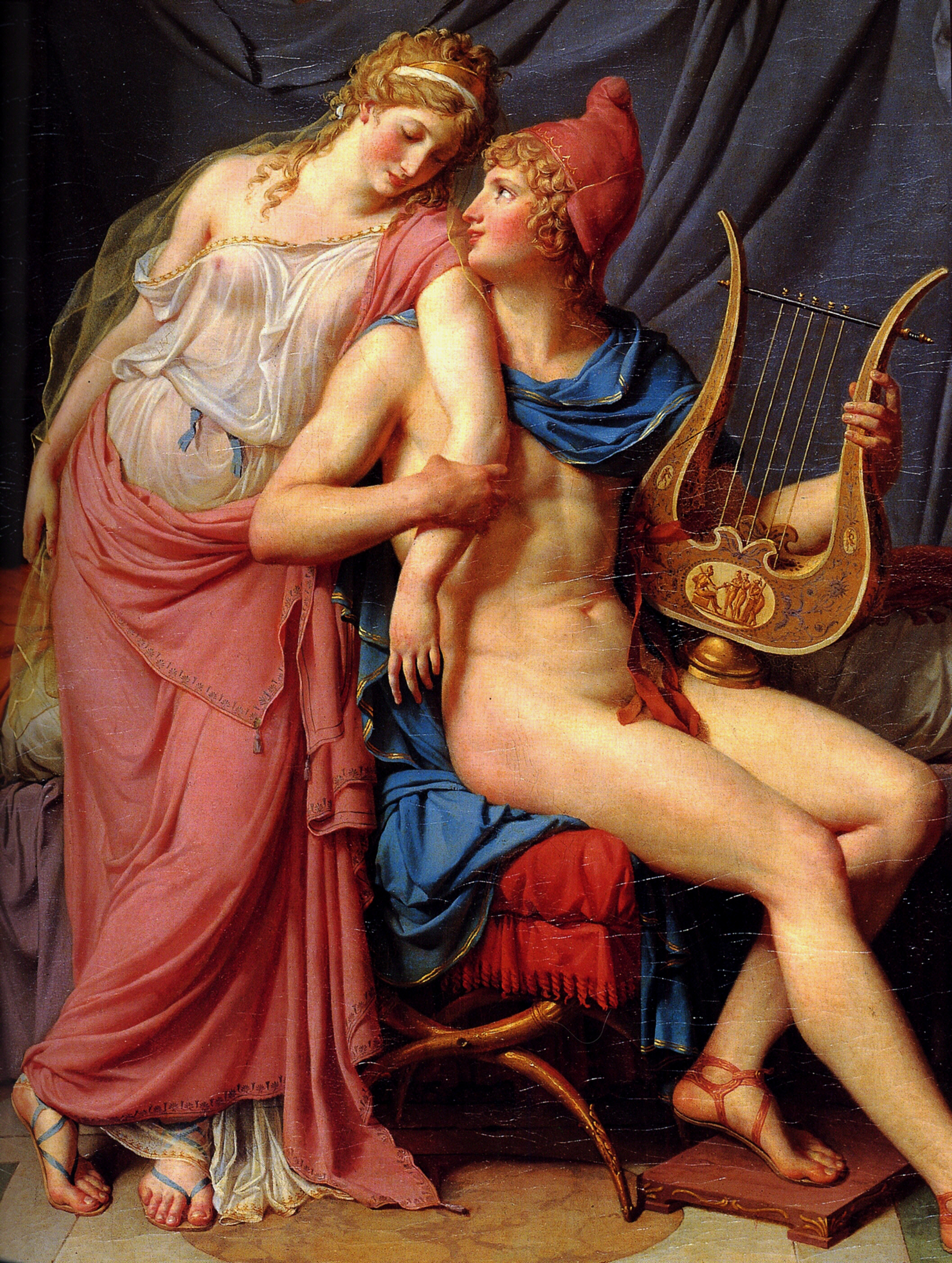
Helena e Páris, de Jacques-Louis David, Museu do Louvre

A versão mitológica da guerra estava contida nos poemas do Ciclo Épico, formado por oito poemas: os Cantos Cípricos (ou Cípria) de Estasino, a Ilíada e a Odisseia de Homero, a Etiópida e O Saque de Troia de Arctino de Mileto, a Pequena Ilíada de Lesques de Pirra, Nostoi (Retornos) de Hágias de Trezena, e Telegonia de Eugamão de Cirene. Destas obras só chegaram à atualidade na sua totalidade os poemas de Homero; dos restante só há fragmentos e informações de fontes secundárias da Antiguidade. Segundo essas versões, a guerra se deu quando os aqueus (os gregos da época micênica) atacaram Troia, para recuperar Helena, raptada por Páris.
A lenda conta que a (ninfa) do mar de Tétis era desejada como esposa por Zeus e por Posidão. Porém Prometeu fez uma profecia que o filho da deusa seria maior que seu pai, então os deuses resolveram dá-la em casamento a Peleu, um mortal já idoso, tencionando enfraquecer o filho, que seria apenas um humano. O filho de ambos foi Aquiles, e sua mãe, visando fortalecer sua natureza mortal, o mergulhou quando ainda bebê nas águas do mitológico e sombrio rio Estige. As águas tornaram o herói invulnerável, exceto no calcanhar, por onde a mãe o segurou para mergulhá-lo no rio (daí a expressão "calcanhar de Aquiles", significando ponto vulnerável). Aquiles se torna o mais poderoso dos guerreiros, porém, ainda é mortal. Mais tarde, sua mãe profetiza que ele poderá escolher entre dois destinos: lutar em Troia e alcançar a glória eterna, mas morrer jovem, ou permanecer em sua terra natal e ter uma longa vida, porém ser logo esquecido. Aquiles escolhe a glória.
Para o casamento de Peleu e Tétis todos os deuses foram convidados, menos Éris (ou Discórdia). Ofendida, a deusa compareceu invisível e deixou à mesa um pomo de ouro com a inscrição "À mais bela". As deusas Hera, Atena e Afrodite disputaram o título de mais bela e o pomo. Zeus não quis ser o juiz, para não descontentar duas das deusas, então ordenou que o príncipe troiano Páris, à época sendo criado como um pastor ali perto, resolvesse a disputa. Para ganhar o título de "mais bela", Atena ofereceu a Páris poder na batalha e sabedoria, Hera ofereceu riqueza e poder e Afrodite, o amor da mulher mais bela do mundo. Páris deu o pomo a Afrodite, ganhando sua proteção e o ódio das outras duas deusas contra si e contra Troia.
A mulher mais bela do mundo era Helena, filha de Zeus e de Leda, esposa de Menelau, rei de Esparta, que a conquistara disputando contra vários outros reis pretendentes com a ajuda de Ulisses (Odisseu) rei de Ítaca e Agamenão rei supremo de Micenas e de toda a Grécia, tendo todos jurado lealdade ao marido de Helena e sempre protegê-la, qualquer que fosse o vencedor da disputa.
Quando Páris foi a Esparta em missão diplomática, apaixonou-se por Helena e ambos fugiram para Troia, enfurecendo Menelau. Este foi pedir ajuda a seu irmão que, a conselho de Nestor (rei de Pilos), um de seus conselheiros, apelou aos antigos pretendentes de Helena, lembrando o juramento que haviam feito. Agamenão então assumiu o comando de um exército de mil navios e atravessou o mar Egeu para atacar Troia com o auxílio de Ulisses (que fingiu-se de louco para não ir a guerra sabendo que se partisse passaria 20 anos sem regressar a seu reino), levando consigo grandes guerreiros como Aquiles, Ájax, Ájax, o Menor, Diomedes, Idomeneu entre outros. As naus gregas desembarcaram na praia próxima a Troia e iniciaram um cerco que iria durar dez anos e custaria a vida a muitos heróis de ambos os lados. Dois dos mais notáveis heróis a perderem a vida na guerra de Troia foram Aquiles e Heitor (que foi morto por Aquiles por vingança por ter matado Pátroclo).

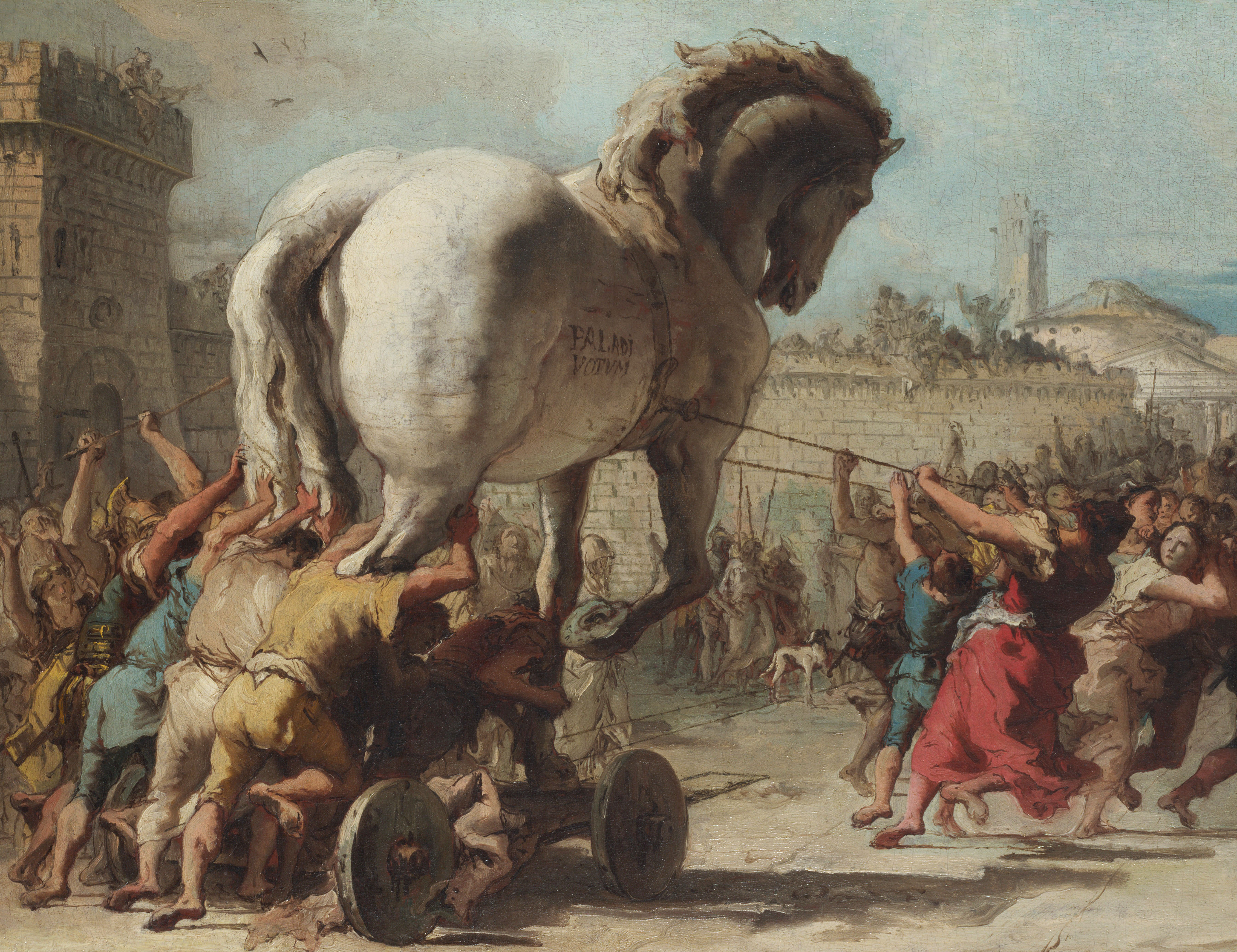
A Procissão do Cavalo de Troia, c. 1870, Giovanni Domenico Tiepolo; National Gallery (Londres)

Finalmente, a cidade foi tomada graças ao artifício concebido por Odisseu (Ulisses) inspirado por Atena: fingindo terem desistido da guerra, os gregos embarcaram em seus navios, deixando na praia um enorme cavalo de madeira. O cavalo pareceu aos troianos uma oferenda aos deuses e, para não ofende-los, eles o levam para a cidade, apesar das advertências de Cassandra e de Laocoonte. À noite, quando todos dormiam, os soldados gregos, que se escondiam dentro da estrutura oca de madeira do cavalo, saíram e abriram os portões para que todo o exército (cujos navios haviam retornado, secretamente, à praia) invadisse a cidade.
Apanhados de surpresa, os troianos foram vencidos e a cidade incendiada. As mulheres (inclusive a rainha Hécuba, a princesa Cassandra e Andrômaca, viúva de Heitor) foram escravizadas.O filho de Heitor, Astíanax, ainda pequeno foi morto pelos gregos e a princesa troiana Polixena sacrificada no túmulo de Aquiles.  O rei Príamo e a maioria dos homens foram mortos (um dos poucos sobreviventes foi Eneias, príncipe de Dardania, que fugiu de Troia carregando seu pai Anquises, já idoso, sobre os ombros).
E assim, Menelau recuperou sua esposa, Helena (tendo matado Dêifobo, com quem ela se casara, após a morte de Páris), e levou-a de volta a Esparta. 
O retorno dos guerreiros gregos foi muito atribulado. Como Ajax Locrian atacou Cassandra no templo de Atena, a deusa, em acordo com Poseidon, enviou uma tempestade que matou Ajax e boa parte da frota grega. 
Agamemnon volta a Grécia, mas logo será assassinado por sua esposa revoltada ainda pela morte de filha do casal Ifigénia.  A profetisa Cassandra, que seguia escravizada ao lado de Agamemnon, tentou avisá-lo em vão e terminou sendo assassinada junto com ele. Em seguida o trono de Micenas foi ocupado pela rainha Clitemnestra e por Egisto,  primo e rival de Agamemnon, que se tornaria amante da rainha. O assassinato de Agamemnon e sua posterior vingança é o tema da Oresteia de Esquílo. Outros, como Idomeneu e Diomedes, também tiveram problemas ou foram expulsos de seus reinos. 
Odisseu, como profetizado, passou mais dez anos vagando pelo mar até chegar a Ítaca vestido de mendigo para provar a fidelidade de Penélope, sua esposa, que estava cheia de pretendentes ao casamento e consequentemente ao trono. O retorno dos guerreiros gregos deu origem a um épico hoje perdido Nostoi ( Retornos) enquanto as aventuras de Odisseu e seu retorno para casa são o tema da Odisseia.

## Datas da Guerra de Troia
Uma vez que esta guerra foi considerada entre os gregos antigos como o último evento da era mítica ou o primeiro evento da era histórica, várias datas são dadas para a queda de Troia. Eles geralmente derivam de genealogias de reis. Éforo aponta 1 135 a.C., Sósíbio 1 172 a.C., Eratóstenes 1 184 / 1 183 a.C., Timeu 1 193 a.C., o mármore de Paros 1 209 / 1 208 a.C., Dicearco 1 212 a.C., Heródoto por volta de 1 250 a.C., Eretes 1 291 a.C., enquanto Duris de Samos refere 1 334 a.C. Quanto ao dia exato, Éforo dá 23/24 Thargelion (6 ou 7 de maio), Helânico 12 Thargelion (26 de maio) enquanto outros dão o 23 de Sciroforion (7 de julho) ou o 23 de Ponamos (7 de outubro).
A gloriosa e rica cidade descrita por Homero foi considerada Troia VI por muitos autores do século XX d.C., e destruída por volta de 1 275 a.C., provavelmente por um sismo. Sua sucessora, Troia VIIa, foi destruída por volta de 1 180 a.C. Foi por muito tempo considerada uma cidade mais pobre, e descartada como candidata a Troia homérica, mas desde a campanha de escavação de 1988, passou a ser considerada como a candidata mais provável.

## A Guerra de Troia no cinema e televisão
Entre as obras cinematográficas e televisivas podem referir-se as seguintes:
Filmes
- The Private Life of Helen of Troy — EUA, 1928
- Helena de Troia — EUA, 1956
- La guerra di Troia — Itália, 1961
- L'ira di Achille — Itália, 1962
- As Troianas — EUA, Reino Unido e Grécia 1971
- Iphigenia - Itália, 1977
- Troia — EUA, 2004

Séries de televisão
- The Time Tunnel, EUA, 7.º episódio, estreado em 1966
- The Myth Makers — Reino Unido, 1967
- Xena: Warrior Princess — EUA, 12.º episódio, estreado em 1996
- The Odyssey — EUA, 1997
- Phineas e Ferb — EUA, 198.º episódio, estreado em 2013
- Troy: Fall of a City — EUA e Reino Unido